# Jean-François Boyer
Jean-François Boyer (* 12. März 1675 in Paris; † 20. August 1755 in Versailles) war ein französischer Bischof, Kommendatarabt und Mitglied der Académie française und weiterer Akademien.

## Leben und Werk
Boyer hatte neun Geschwister. Bis auf eine Schwester wählten alle Kinder den geistlichen Stand. Boyer hatte im Lycée Louis-le-Grand den Jesuiten Joseph de Jouvency (1643–1719) zum Lehrer. Er trat in den Orden der Theatiner ein, war dort Lehrer und Novizenmeister, wurde 1699 zum Priester geweiht und machte sich ab 1700 einen Namen als Prediger, zuerst in Paris, dann auch am Hof. Kardinal Fleury, der ihn förderte, besorgte 1730 seine Ernennung zum Bischof von Mirepoix und ließ ihn 1735 zum Lehrer des Dauphin, Louis Ferdinand de Bourbon, dauphin de Viennois ernennen. Er gab folglich sein Bistum auf und erhielt als Ersatz die Charge eines Kommendatarabts der reichen Abtei Saint-Mansuy in Toul. Nach Erfüllung seiner Aufgabe und der Verheiratung des Dauphin wurde er zum Ersten Almosenier der Dauphine, zuerst Maria Theresia Rafaela von Spanien, dann Maria Josepha von Sachsen, ernannt. 1742 wechselte er auf die Stelle des Kommendatarabts der Abtei Corbie. Nach Fleurys Tod 1743 übernahm er dessen Aufgabe der Pfründenverteilung im Königreich.
Boyer wurde 1736 in die Académie française (Sitz Nr. 40) gewählt, 1738 in die Académie des sciences und 1741 in die Académie des Inscriptions et Belles-Lettres. Er bekämpfte den Jansenismus und die Philosophie der Aufklärung. In Umsetzung der päpstlichen Bulle Unigenitus und in der Nachfolge von Fleury galt er als Urheber der Beichtzettel-Forderung des Erzbischofs Christophe de Beaumont, die in Frankreich für erhebliche Unruhe sorgte. Er betrieb den Ausschluss von Charles Irénée Castel de Saint-Pierre aus der Académie française (wegen postumer Kritik an Ludwig XIV.) und verhinderte 1743, dass Maupertuis nach Saint-Pierres Tod eine Gedenkrede sprach. Er war gegen die Wahl von Montesquieu und von Voltaire, konnte sie aber nicht verhindern. Die Wahl von Jean-Philippe-René de La Bléterie (1669–1772) wurde hingegen auf sein Betreiben annulliert (wegen Jansenismus), ebenso wie die von Alexis Piron (wegen eines obszönen Gedichts).